# Uwe Krist

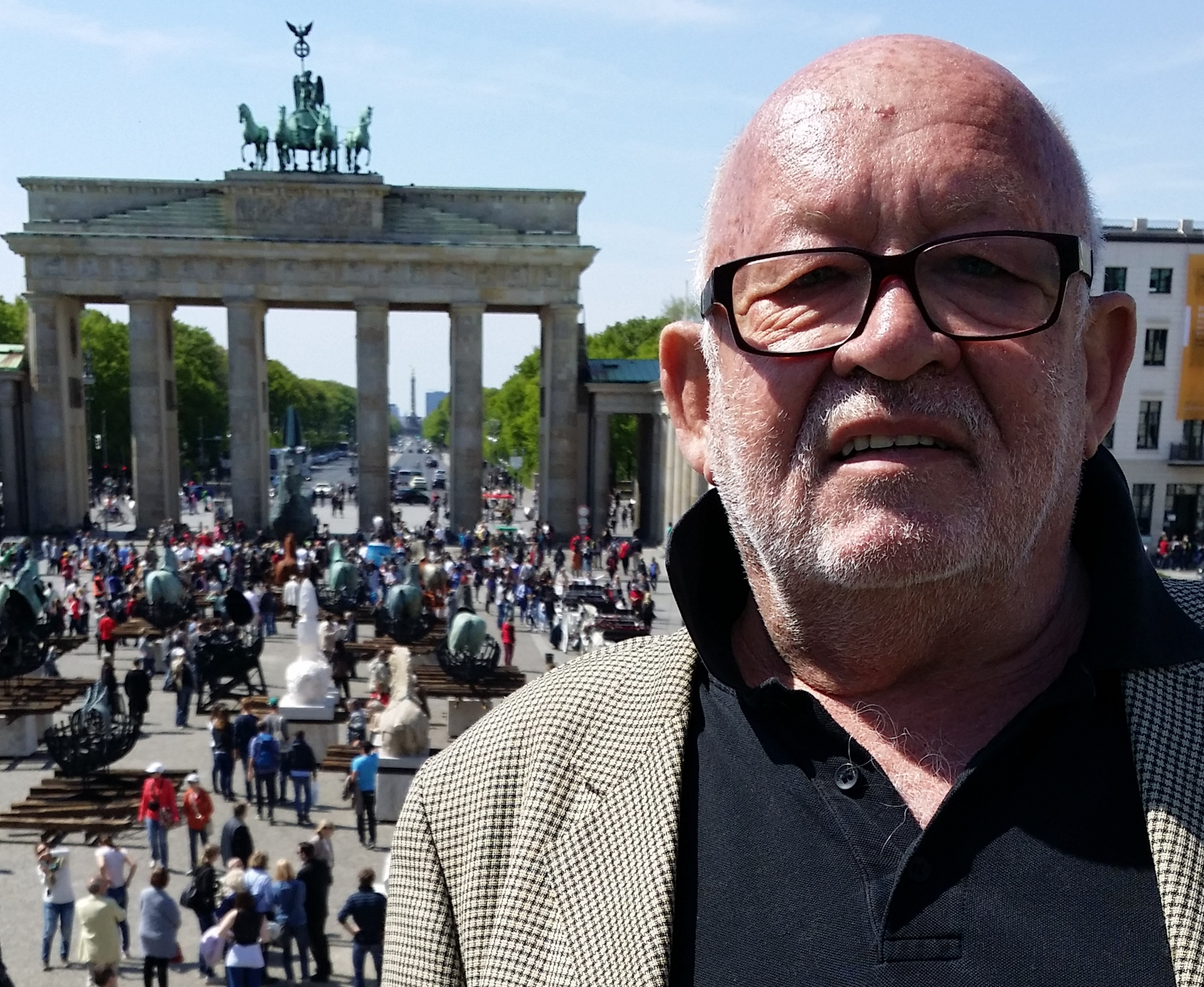
Uwe Krist 2015

Uwe Krist (* 21. August 1941 in Wiesbaden) ist ein deutscher Journalist, Fernseh-Reporter und Autor.

## Leben
Er ist der Sohn eines Ingenieurs und einer Krankenschwester und lebt seit 1994 in Berlin.

### Ausbildung
Nach dem Abitur am Helmholtz-Gymnasium in Dortmund studierte Uwe Krist an der Westfälischen Wilhelms-Universität  Münster unter den Professoren Tackenberg, Narr, Stade und Wegner und als Stipendiat an der Università degli Studi di Napoli Vor- und Frühgeschichte, Alte Geschichte, Archäologie und Kunstgeschichte. In diese Zeit fallen auch Ausgrabungen in Deutschland wie die eines bronzezeitlichen Friedhofs in Lahde bei Nienburg an der Weser und bei Pöhlde nahe Herzberg im Harz. Unter dem Orientalisten Wolfram von Soden studierte er in Münster zusätzlich die Keilschrift Akkadisch I + II. 1966 wurde er an der Universität Neapel über „Palladios Archtektur-Ästhetik und der epigonale Irrtum der bloßen Symmetrie“ promoviert.

### Beruflicher Werdegang
1968 absolvierte er ein Volontariat bei den Ruhr-Nachrichten in Dortmund und wechselte 1970 nach Hamburg zum Axel-Springer-Verlag, wo er ab 1971 Ressortleiter Modernes Reisen bei der Welt am Sonntag wurde. Alexander Rost, ehemals Chefredakteurs-Vize der Welt am Sonntag und 1977/78 im Verlag Gruner + Jahr in Hamburg, nahm ihn dort mit in sein Team von Leute, dem deutschen Ableger des amerikanischen Magazins People, das aber später eingestellt wurde.
1979 holte Manager Magazin-Chefredakteur Leo Brawand Uwe Krist zum manager magazin, wo er die Ressorts manager unterwegs und manager privat leitete. Er war zudem – ebenfalls in Hamburg – redaktionell beim Relaunch und weltweit als Reporter bei Jens Litten für das Lufthansa Bordbuch sowie als Autor führend für ein Hochglanz-Koch-Magazin tätig.
Ab 1986 arbeitete er für den Top Special-Verlag (heute Jahr Media) und beim monothematischen Reisemagazin ADAC special (Gemeinschaftsproduktion ADAC und Axel-Springer-Verlag) sowie als Chefredakteur und Herausgeber von Reise-Journalen, zeichnete ab 1991 als Redaktions-Direktor verantwortlich für diverse Magazine und die Neugestaltung eines Technik-Magazins in Berlin (Ing Digest) und schrieb einen Griechenland-Führer.

### Fernsehen
1994 wechselte Uwe Krist vom Print zum Fernsehen und ging – zunächst als Text-Chef – zum Sat.1-Frühstücksfernsehen. Dort baute er die Reiseredaktion sowie die Wirtschaftssendung „Konto plus“ auf, übernahm das Reportage- und Experten-Ressort und wurde schließlich Chef vom Dienst. Er drehte weltweit über 140 Dokumentationen und Reisefilme, trat – auch noch nach seinem offiziellen Renteneintritt 2006 – regelmäßig monatlich als Experte und Gast-Kommentator im Sat.1-Frühstücksfernsehen sowie auch weiterhin im Nachrichtensender N24 (heute WELT) auf.
Drei Jahre lang von 2006 bis 2008 arbeitete er für das Sat.1-Frühstücksfernsehen als TV-Korrespondent in Tropea in Kalabrien, bis er für den Sender wieder zurück nach Berlin kehrte. Außerhalb des Senders war er als Experte für internationalen Tourismus auch an öffentlichen Talk-Runden (z. B. Podiumsdiskussion „Macht und Ohnmacht der Medien“ auf Einladung der Hambach-Gesellschaft).

### Sonstige Aktivitäten
Er schrieb zahlreiche große Reportagen aus aller Welt; darunter war auch der Beitrag „Robinson hat’s noch mal überlebt“, der als beispielhaft für geglückte Erzähl-Sprache für Jahre in bundesdeutschen Schulbüchern Eingang fand. Seine „Märchen aus dem Steigerwald“ wurden als Hör-Kassette von Will Quadflieg besprochen; zudem sprach er Rollen in Hör-CDs „Nordische Legenden 4, Teil 1 und 2“  (Ohmuthiswelt 2010).
Für arte synchronisierte er im Doku-Film „Paris. So schön war das“ (2019) und für zwei freie Produktionen „Wiedersehen in Winzig“ (2021) und „Vom Fleck zum Fleck - Künsterportrait Manfred Henkel“ (2023).
Er war außerdem im Heyne-Verlag Co-Autor in einem  Buch von Herz-Chirurg Christiaan Barnard  und in Anthologien der Wochenzeitung Die Zeit.
2008 gründete Uwe Krist die Global TV & Media Center GmbH für TV-Filme und Print-Texte und leitete Ortelius360.com, ein Produktions-Unit für 360-Grad-Filme.

### Mitgliedschaften
- Vereinigung Deutscher Reisejournalisten VDRJ (Geschäftsführer 2007)
- Goethegesellschaft Berlin
- Freunde des Buchhändlerkellers Berlin
- Förderverein für das Literaturhaus Berlin
- LCB-Autorenlexikon[10]

## Werke/Schriften
- Uwe Krist: Elisabetta oder Das Sterben der Grille. Roman aus dem Süden Italiens. axel dielman, Frankfurt/Main 2022, ISBN 978-3-86638-366-1.
- Uwe Krist: Margherita und die Liebe zum Damenbart. Sorrentiner Sonnenspitzen. axel dielman, Frankfurt/Main 2023, ISBN 978-3-86638-326-5.
- taz: „Die Hühner im Zitronenbaum“ (18. Juni 2005)[16]
- Neues Deutschland „Lisas Chance“ (6./7. Januar 2018)
- diablog.eu „Der Regen – eine kretische Passion“ (griechisch/deutsch, 23. Juni 2020)[17]
- Uwe Krist: Leichte Küche: Im Urlaub. Ganymedes, Bingen 1983, ISBN 3-7181-3220-6, Autor d. Kap. „Nordländer“, „Harz und Heide“, „Frankreich“, „Costa Brava und Balearen“, „Von Cattolica bis Venedig“, „Alpenländer“ u. „Touristische Informationen“. sowie mehrere andere aus dieser Reihe
- (Auszüge) Columbus-Magazin der Vereinigung Deutscher Reisejournalisten (VDRJ):

- „Gedanken an Israel“ (18. Oktober 2023)
- „Der Duft des Sauren“ (30. November 2019)
- „Ferragosto“ (16. August 2019)

## Profile
- Tagesspiegel, „Ich war der Reiseonkel“, (16. August 2022) Cay Dobberke: Tagesspiegel Newsletter Charlottenburg-Wilmersdorf 12. 8. 2022. In: tagesspiegel.de. 12. August 2022, abgerufen am 27. November 2023.